# Grave Ritual
Grave Ritual ist eine US-amerikanische Death-Metal-Band aus Montgomery, Alabama, die 2009 gegründet wurde.

## Geschichte
Die Band entstand im Jahr 2009 aus dem Zerfall der Gruppe Meathole Infection. Noch im selben Jahr erschien ein erstes selbstbetiteltes Demo. Im folgenden Jahr erschien über Dark Descent Records das Debütalbum Euphoric Hymns from the Altar of Death. Danach folgten Auftritte, unter anderem zusammen mit Proclamation, Revenge, Black Witchery und Inquisition. Zudem trat die Band auf verschiedenen Festivals auf wie dem zweiten und dritten Rites of Darkness und dem Destroying Texas Fest. Zudem verlagerte die Band ihren Sitz nach New Orleans. Im Oktober 2015 erschien das zweite Album Morbid Throne bei Dark Descent Records.

## Stil
Im Interview mit Andreas Schiffmann vom Rock Hard gab Ryan Evans an, dass das Lied Throne of Continuum vom Album Morbid Throne davon handelt, wie sich das Universum ausweite, bis alles gefriere und die Schwerkraft nichts mehr zusammenhalte. Zudem stelle er die Theorie auf, dass in der Mitte des Universums ein schwarzes Loch sei, in der eine Gottheit lebe, der Materie und Leben völlig gleich sei. Autonomous Death handele von der Vernichtung der Seele und davon, dass das Ende des Lebens der Anfang eines neuen sei. Laut Schiffmann hat das Lied Invoker of Heathen Gnosis okkulte Züge. Evans gab daraufhin an, sich stark für verschiedene Glaubensrichtungen zu interessieren. Allerdings sei er kein Fan von Gnostizismus, sondern bevorzuge „was weit in der Zeit zurückliegt oder mit Esoterik zu tun hat“. Zudem möge er es nicht, sich nur auf abrahamitische Symbolik zu beschränken. Da Black- und Death-Metal oft genauso viel über Jesus Christus reden würden wie ein Prediger des Baptismus, versuche er einfach, in seinen Texten möglichst verstörende Metaphern zu verarbeiten. Im modernen Okkultismus gebe es für ihn zu viel „Hippie-Quatsch“, wohingegen er Zerstörung und Chaos suche. Für Schiffmann klingt Lewd Perversities stark nach Morbid Angel, was laut Evans jedoch bewusst passiert sei. Behind the Reigns of God handele von der Manipulation des Volkes durch Politik und Religion. In derselben Ausgabe hatte Schiffmann Morbid Throne rezensiert und hörte Einflüsse von Incantation, Repulsion und Demigod heraus. Die Band spiele simplen, aber effektiven Death Metal mit tief gestimmten Gitarren. Die Lieder würden vor allem vom gutturalen Gesang und den Liedstrukturen leben, wohingegen Tempowechsel und Dynamik zu kurz kommen würden.

## Diskografie
- 2009: Grave Ritual (Demo, Eigenveröffentlichung)
- 2010: Euphoric Hymns from the Altar of Death (Album, Dark Descent Records)
- 2015: Morbid Throne (Album, Dark Descent Records)